# Huntingdon (ancienne circonscription fédérale)
Pour les articles homonymes, voir Huntingdon.
Huntingdon fut une circonscription électorale fédérale située en Montérégie dans le sud du Québec, représentée de 1867 à 1917.
C'est l'Acte de l'Amérique du Nord britannique de 1867 qui créa ce qui fut appelé le district électoral de Huntingdon. La circonscription sera abolie en 1914 lorsqu'elle sera fusionnée à la circonscription de Châteauguay—Huntingdon.

## Géographie
La circonscription est bordée par la frontière frontière canado-américaine au sud, le comté de Saint-Jean et Napierville à l'est, le comté de Châteauguay au nord-est, le comté de Beauharnois au nord-ouest et le fleuve Saint-Laurent à l'ouest.
La circonscription comprenait:
- La réserve de Saint-Régis
- Le village d'Huntingdon
- Les cantons de Godmanchester, Elgin, Dundee, Hinchinbrooke, Havelock, Hemmingford et Franklin
- La paroisse de Saint-Anicet

## Députés
1. 1867-1869 — John Rose, Libéral-Conservateur
2. 1869¹-1900 — Julius Scriver, Libéral
3. 1900-1904 — William Scott MacLaren, Libéral
4. 1904-1908 — Robert Nelson Walsh, Conservateur
5. 1908-1917 — James Alexander Robb, Libéral

- ¹ = Élection partielle